# جواد قائدی
محمدجواد قائدی یا احمد (۱۳۳۱ رشت - ۲۲ مرداد ۱۳۶۲ اوین) فعال سیاسی، مبارز کمونیست و از رهبران تغییر ایدئولوژی سازمان مجاهدین به مارکسیسم–لنینیسم بود. او بعدها به اتحاد مبارزان کمونیست پیوست و در سال ۱۳۶۲ توسط نظام جمهوری اسلامی ایران اعدام شد.

## زندگی
محمدجواد قائدی در سال ۱۳۳۱ در رشت زاده شد. او در سال ۱۳۴۹ در رشته مهندسی برق در دانشگاه صنعتی آریامهر شروع به تحصیل کرد. در پاییز سال ۱۳۵۱، جواد قائدی به علت شرکت در تظاهرات علیه سفر ریچارد نیکسون به ایران، دستگیر و به‌مدت ۶ ماه در زندان بود. قائدی تنها ۲ ماه بعد، به سازمان مجاهدین خلق ایران پیوست.

## فعالیت پیش از انقلاب
جواد قائدی، وظیفه تماس بین دو سازمان چریک‌های فدایی خلق ایران و سازمان تازه مارکسیست شده مجاهدین را برعهده داشت. جواد قائدی، همچنین پس از کشته‌شدن بهرام آرام، درکنار تقی شهرام، مرکزیت سازمان را تشکیل می‌دادند.

## پس از انقلاب
جواد قائدی، پس از انقلاب، از سازمان پیکار در راه آزادی طبقه کارگر، که به تازگی اعلام موجودیت و انشعاب از مجاهدین کرده‌بود، به‌دلیل هواخواهی از گروهی به‌نام «سهند» اخراج شد. او بعد از آن به اتحاد مبارزان کمونیست پیوست.

## دستگیری و اعدام
جواد قائدی، در سال ۱۳۶۰ دستگیر شد. او یک‌سال در سلول انفرادی، کمیته مشترک محبوس بود و حدود سه‌ماه هم در زندان اوین زندانی شد. در ۲۲ مرداد ۱۳۶۲، محمد جواد قائدی و همسرش تیرباران شدند. به‌گفته خواهرش، مرسده قائدی، جواد قائدی، تحت شکنجه قرار دشت. همچنین محمدجواد، به خواهرش گفته‌بود که شدت شکنجه‌ها به‌طوری بود که کلیه‌هایش از کار افتاده، سراسر بدنش قارچ پوستی گرفته و اکثر دندان‌هایش از شدت ضربات ریخته بود. هفته‌ها به یکی از پاهایش کابل می‌زدند و سپس به پای دیگرش، که او را وادار به قبول مصاحبه تلویزیونی کنند ولی او نپذیرفته بود. پس از شکنجه‌ها، حال روحی جواد قائدی به‌شدت وخیم بود. او در آخرین ملاقات با مادرش، که مدتی پیش از اعدام انجام شد، به او گفت: «من وصیت‌نامه نوشته‌ام ولی می‌دانم که این کثافت‌ها به تو نخواهند داد!» مادرش از بیم آنکه او را بیشتر مورد آزار و اذیت قرار ندهند، از او خواست که آرام باشد. قائدی جواب داد: «کار ما از این حرف‌ها گذشته، این کثافت‌ها همه ما را اعدام می‌کنند!»